# Egendorf
Egendorf ist ein Stadtteil der Stadt Blankenhain im Landkreis Weimarer Land, Thüringen.

## Geografie
Egendorf liegt 1 Kilometer östlich von Blankenhain. Der Stadtteil ist mit öffentlichen Verkehrsmitteln nicht erreichbar, die nächste Bushaltestelle liegt 2,2 km entfernt. 

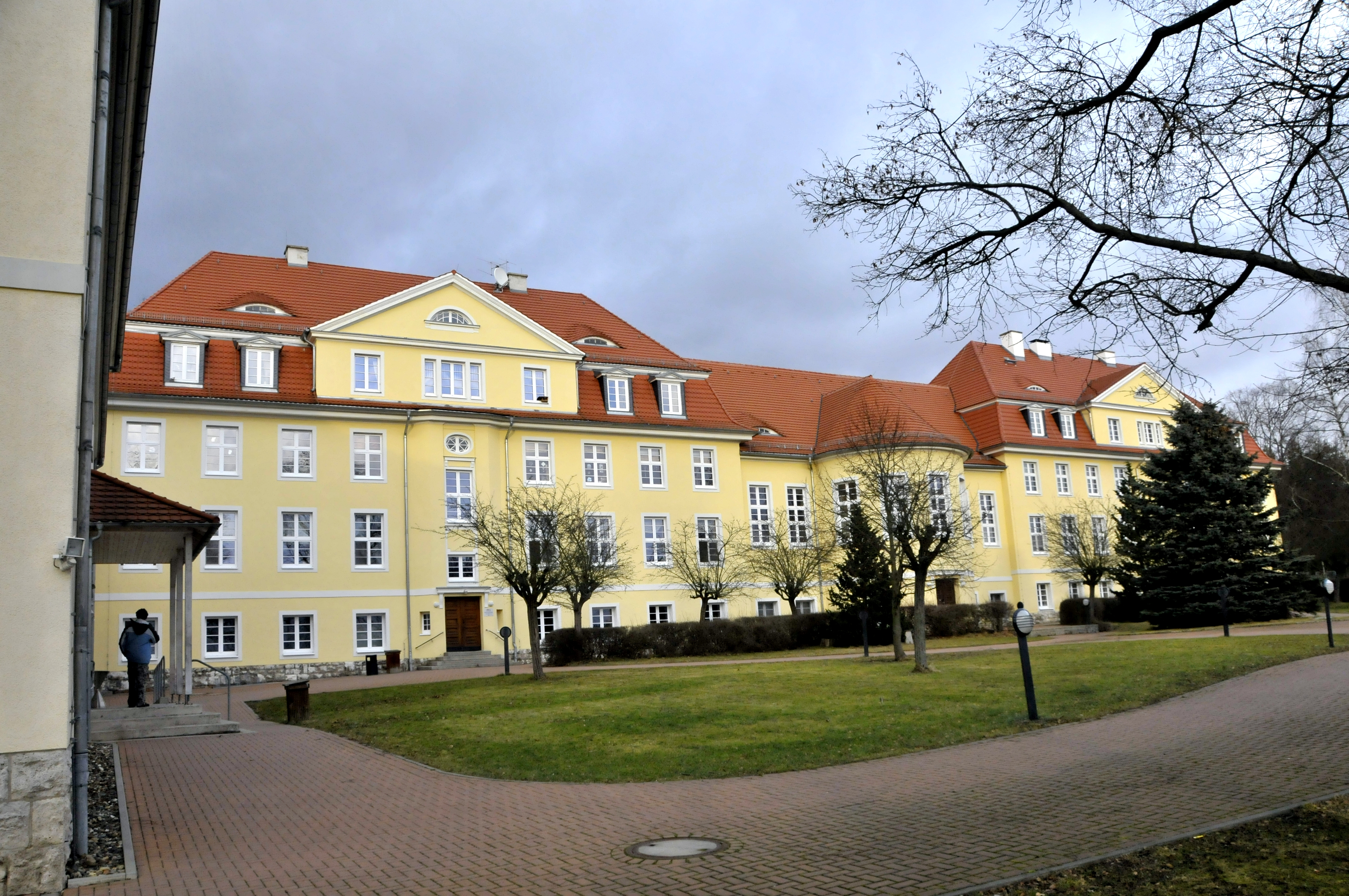
Wohnheim der Lebenshilfe-Werk Weimar-Apolda e.V.

## Geschichte
Die Gründung des fränkischen Weilers Egendorf, damals Eichendorf, wird auf die Zeit nach der Zerschlagung des Königreichs Thüringen im Jahr 531 datiert.
1424 gehörte der Ort schon zu Blankenhain und hatte 1489 bereits sieben Grundbesitzer. 1468 erwähnte man die Niclas-Kapelle am Seeteich in der Nähe des Dorfes. 1554 bestand noch eine Schäferei. 1663 wurde der Ort noch einmal Eichendorf genannt.
Im 20. Jahrhundert wurde das Thüringer Erziehungsheim Egendorf eingerichtet. Darin zog eine Kindereinrichtung als  Kinderheilstätte ein. Das ehemalige thüringische Staatsgut Egendorf wurde in der Zeit des Nationalsozialismus als Staatsschule für Führertum und Politik sowie als Reserve- und Kriegsgefangenenlazarett genutzt. Heute ist hier das „Wohnheim Egendorf“ der Lebenshilfe Weimar/Apolda untergebracht.

## Sehenswürdigkeiten
Zwischen den Gebäuden der Lebenshilfe und der südlich hiervon verlaufenden L 1060, unterhalb der Winkelwiese, liegt das NSG „Blankenhainer Seeteich“. Mit einer Größe von 17,5 Hektar und der darin liegenden Wasserfläche von 2,5 Hektar ist es das größte natürliche Flächendenkmal des LSG „Mittleres Ilmtal“. Seltene Vogelarten und Wasser liebende Tiere leben in und um den Seeteich. Etwa 42 Pflanzenarten konnten mittlerweile nachgewiesen werden. Bei einem Pferdegehöft an der Südostecke des Geländes wurden ein Hochstand sowie Informationstafeln errichtet.